# Idaho Stampede 2010-2011
La stagione 2010-11 degli Idaho Stampede fu la 5ª nella NBA D-League per la franchigia.
Gli Idaho Stampede arrivarono sesti nella West Conference con un record di 24-26, non qualificandosi per i play-off.

## Roster
|    | Naz.                   | Ruolo | Sportivo          | Anno | Alt. | Peso |  |
| -- | ---------------------- | ----- | ----------------- | ---- | ---- | ---- |  |
| 1  | Stati Uniti (bandiera) | G     | Armon Johnson     | 1989 | 193  | 88   |  |
| 4  | Stati Uniti (bandiera) | G     | Cedric Jackson    | 1986 | 191  | 86   |  |
| 6  | Stati Uniti (bandiera) | A     | Luke Jackson      | 1981 | 201  | 98   |  |
| 11 | Stati Uniti (bandiera) | G     | Dontell Jefferson | 1983 | 196  | 88   |  |
| 12 | Stati Uniti (bandiera) | A     | Sean Banks        | 1985 | 203  | 95   |  |
| 12 | Stati Uniti (bandiera) | G     | Salim Stoudamire  | 1982 | 185  | 79   |  |
| 14 | Stati Uniti (bandiera) | A     | Luke Babbitt      | 1989 | 206  | 102  |  |
| 15 | Stati Uniti (bandiera) | G     | Tony Bobbitt      | 1979 | 193  | 93   |  |
| 15 | Stati Uniti (bandiera) | G     | Lance Hurdle      | 1987 | 188  | 88   |  |
| 21 | Stati Uniti (bandiera) | G     | Seth Tarver       | 1988 | 196  | 98   |  |
| 22 | Stati Uniti (bandiera) | G     | DeSean Hadley     | 1977 | 193  | 93   |  |
| 24 | Stati Uniti (bandiera) | G     | Chris Roberts     | 1988 | 193  | 93   |  |
| 24 | Stati Uniti (bandiera) | A     | Antoine Walker    | 1976 | 206  | 111  |  |
| 33 | Stati Uniti (bandiera) | G     | J.T. Tiller       | 1988 | 191  | 93   |  |
| 33 | Stati Uniti (bandiera) | A     | Carlos Wheeler    | 1978 | 201  | 100  |  |
| 34 | Stati Uniti (bandiera) | A     | Willie Jenkins    | 1981 | 198  | 100  |  |
| 41 | Regno Unito (bandiera) | C     | Eric Boateng      | 1985 | 208  | 117  |  |
| 42 | Stati Uniti (bandiera) | A     | Joe Dabbert       | 1981 | 208  | 116  |  |
| 42 | Stati Uniti (bandiera) | A     | Walter Sharpe     | 1986 | 206  | 111  |  |
| 50 | Stati Uniti (bandiera) | A     | Jermareo Davidson | 1984 | 208  | 104  |  |
| 99 | Stati Uniti (bandiera) | C     | Josh Lomers       | 1987 | 213  | 120  |  |

## Staff tecnico
- Allenatore: Randy Livingston
- Vice-allenatori: Joel Abelson, Greg Minor
- Preparatore atletico: Kevin Taylor